# Птолемей (сын Селевка)
Птолеме́й (др.-греч. Πτολεμαῖος) — военачальник Александра Македонского.
Предположительно происходил из аристократического верхнемакедонского рода Тимфеи или Орестиды. Был родственником знаменитого военачальника и диадоха Селевка, согласно предположению С. В. Смирнова — младшим братом Антиоха и дядей Селевка. Согласно предположению Г. Фолькмана, сыном Птолемея был телохранитель Александра Птолемей, который погиб при осаде Галикарнаса в 334 году до н. э.
Птолемей участвовал в походе Александра Македонского в Азию. Впервые в античных источниках Птолемей упомянут в связи с событиями зимы 334/333 года до н. э. Александр отправил из Карии в Македонию воинов, которые женились незадолго до начала похода, а командование над ними поручил Птолемею. Арриан назвал Птолемея «царским телохранителем», что по мнению В. Хеккеля означало «царским гипаспистом».
Весной 333 года до н. э. Птолемей вновь присоединился к македонскому войску в Гордии. Вместе с Птолемеем и другими военачальниками к Александру прибыли подкрепления в 3000 пеших воинов, 300 македонских и 200 фессалийских всадников, а также 150 элимиотов под командованием Алкия. После возвращения Птолемей стал таксиархом и возглавил полк, которым до этого командовал Филипп, сын Аминты, либо Балакр. Участвовал в битве при Иссе, где его полк, согласно Арриану, был расположен на левом фланге, Квинту Курцию Руфу — на правом. В битве, согласно Арриану, Птолемей, которого античный историк охарактеризовал «человеком большой доблести», погиб. Командование таксисом Птолемея было передано Полиперхону.